# Germà Colon
Germà Colon Domènech (valencianisch; spanisch Germán Colón Domènech; * 30. November 1928 in Castelló de la Plana; † 22. März 2020 in Barcelona) war ein spanischer Romanist. Sein Hauptgebiet war die katalanische Lexikologie. Er war von 1963 bis 1997 Professor an der Universität Basel.

## Biografie
Colon studierte Romanistik an der Universität Barcelona bei Antoni Maria Badia i Margarit und Martí de Riquer und absolvierte 1951 sein Lizenziat. Er promovierte im folgenden Jahr an der Universität Madrid mit einer Dissertation über den Dialekt seiner Heimatstadt Castelló.
Danach bekam er ein Stipendium und ging nach Löwen und Zürich, wo er einige der angesehensten europäischen Romanisten wie zum Beispiel Sever Pop traf. Der Schweizer Philologe Walther von Wartburg schlug ihn als Dozenten für Spanisch an der Universität Basel vor, wo er seitdem lehrte. Colon wurde 1959 habilitiert und 1963 zum außerordentlichen und 1967 zum ordentlichen Professor für Romanische Philologie ernannt. Seit 1997 war er emeritiert. Er war Gastprofessor an der Universität Straßburg (1968 bis 1972) und der Autonomen Universität Barcelona (1973–1974).
Colon wurde Mitglied der Real Academia de las Buenas Letras von Barcelona und der Auflagenkommission der Werke von Ramon Llull. Er war Direktionsberater der Kollektion Els Nostres Clàssics und der Redaktion der Zeitschrift Estudis de Llengua i Literatura Catalanes. Er war Ehrenberater der internationalen Gesellschaft für katalanische Sprache und Literatur (er war Präsident von 1976 bis 1982) und Mitglied des Instituts für katalanische Studien.
Er stiftete der Universität Jaume I in Castelló seine persönliche Bibliothek mit mehr als 20.000 Büchern.
Colon starb am 22. März 2020 im Alter von 91 Jahren an den Folgen einer SARS-CoV-2-Infektion.

## Auszeichnungen

### Preise
- 1979: Prat-de-la-Riba-Preis des Instituts für katalanische Studien
- 1981: Serra-d’Or-Preis
- 1985: Creu-de-Sant-Jordi-Preis der Generalitat de Catalunya
- 1987: Sanchis-Guarner-Preis der Jaume I-Stiftung
- 1987: Literatur-Preis der Generalitat de Catalunya
- 1988: Ehrenpreis der valencianischen Geisteswissenschaften
- 1999: Gran Cruz de Alfonso X el Sabio (großes Kreuz Alfonsos X. des Weisen)

### Ehrendoktorate
- 1984: Universität Valencia
- 1990: Universität Alicante
- Universität Jaume I, Castellón
- 2003: Autonome Universität Barcelona

## Werke
- El léxico catalán en la Romania (1976).
- La llengua catalana en els seus textos (1978).
- El panorama de la lexicografia catalana (1986).
- Problemes de la llengua a València i als seus voltants (1987).
- El español y el catalán, juntos y en contraste (1989).
- Estudis de filologia catalana i romànica (1997).
- Para la historia del léxico español (2002).
- De Ramon Llull al Diccionari de Fabra. Acostament lingüístic als monuments de les lletres catalanes (2003).